# 장송 (후한)
장송(중국어 정체자: 張松, 간체자: 张松, 병음: Zhāng Sōng 장쑹[*], ?~212년)은 중국 후한 말 유장 휘하의 정치인이다. 자는 자교(子喬)이며 유장과 유비의 연계를 추진하였다. 아예 법정·유비와 공모하여 익주를 유비에게 넘긴다는 계획을 짜고 유장에게는 장로 정복을 위함이라 속여 유비를 내부로 끌어들였다. 소설 《삼국지연의》에서는 엄청난 추남으로 설정되었다.

## 생애

### 작은 장송을 건드리면
익주 촉군 성도현(成都縣) 사람이다. 키가 작았으며 익주의 별가종사(別駕從事)로서 익주목 유장을 섬겼다. 조조가 장차 형주를 치려 한단 소식에 유장은 여러 차례 사자를 보내 예를 표하였다. 208년(건안 13년), 세 번째로는 장송이 파견되었다. 조조는 이미 형주까지도 평정한 상황이라 그 대우에 성의를 다하지 않았고 관직도 영창군의 비소현령(比蘇―) 자리만을 주었다. 장송이 불만을 품었다. 이내 조조가 적벽 대전에서 깨졌다. 조조와의 관계는 끊고 유비와 제휴할 것을 유장에게 권하였다. 누가 가면 좋겠냐는 물음에 평소 친한 법정을 추천하였다. 이로써 유장은 유비와 연합하였고 이어서 법정과 맹달을 통해 수비할 병사 수천 명을 지원해주었으며 전후로 선물도 막대하게 하였다. 법정이 돌아와 장송에게 이르길 유비에겐 웅대한 계략이 있다고 칭찬하였다. 둘은 이전부터 유장과는 함께할 수 없다고 생각하며 남몰래 탄식해왔던 터라 유비를 받들 모의를 하고는 때를 기다렸다.

### 법정·유비와의 음모
211년, 드디어 기회가 왔다. 조조가 한녕태수 장로를 정벌하려 한다는 소문에 유장이 두려워하였다. 장송이 설득하기를, “조조군은 천하무적입니다. 장로의 자원을 이용해 촉을 경략한다면 누가 막을 수 있겠습니까? 유비는 유장의 종실이고 조조의 오래된 원수이며 용병도 잘합니다. 유비라면 장로를 틀림없이 쳐부술 것이고 그러면 익주는 튼튼해져 조조라 해도 할 수 있는 게 없을 겁니다. 지금 방희, 이이(李異) 등은 자신의 공을 믿어 교만하며 그 마음도 외부 세력에 기운 것 같습니다. 유비를 부르지 않는다면 안팎에서 난을 접해 필패할 것입니다.”라 했다. 주부(主簿) 황권과 종사 왕루가 완강히 반대하는데도 유장은 법정을 시켜 유비를 불러들였다. 법정이 유비에게 유장 몰래 헌책하기를, “장군의 뛰어난 능력으로 유장의 나약함을 틈타십시오. 주의 고굉(股肱)인 장송이 내응하겠습니다. 연후에 익주의 부유함을 바탕으로 험한 지세에 기댄다면 대업도 손바닥을 뒤집는 것처럼 쉽게 이룰 것입니다.”라 하였다. 유비가 이에 응하였다.

### 음모 발각
유비가 삼파(三巴)를 거쳐 광한군 부현(涪縣)에 이르렀다. 유장이 직접 보병과 기병 3만여 명을 이끌고 마중 나가 성대한 환영 행사를 벌였다. 장송이 법정으로 하여금 ‘이 자리에서 바로 유장을 덮치는 게 가능하다’고 유비에게 고하게 하였다. 방통 역시 같은 진언을 하였으나 유비는 중대한 일이니 창졸간에 할 수는 없다고 하였다. 대신 가맹현(葭萌縣)에 눌러앉아 장로 토벌은 방기한 채 대중의 마음을 사는 데에 주력했다. 212년, 조조가 동오를 치려 하자 유비는 방통의 계책 중 두 번째 것을 선택해 손권을 돕겠단 구실로 동쪽으로 돌아가겠다고 유장한테 거짓말하였다. 장송은 유비의 진의를 몰라 유비와 법정에게 편지를 써 ‘이제 막 대사가 실현될 참인데 어찌 관두고 가버립니까!’라 하였다. 장송의 형인 광한태수 장숙은 화가 미칠까 겁이 나 그 흉계를 유장에게 고발하였다. 그제야 유장은 장송을 참수하고 유비에게로 향하는 교통을 차단하였다. 유비가 남진을 개시하였다.

## 장송은 유비를 만났는가
배송지가 《삼국지》선주전에 주석을 달며 인용한 위소(위요)의 《오서》(吳書)에서는 법정이 유비와 밀약하기 전에 장송이 먼저 유비를 대면해 극진한 대접을 받았다고 하였다. 또 익주의 병기·물자·인마의 수량, 각 요해처의 거리 등 그 허실에 대해 유비가 묻자 모든 정보를 알려주고 지도까지 그려주었다고 하였다. 그런데 〈유장전〉, 〈선주전〉, 〈법정전〉에 의하면 장송은 유비한테 파송된 적이 없다. 사마광은 이를 《오서》의 오류로 보아 《자치통감》에 삽입하지 않았다.

## 평가
방탕하고 절조가 없었지만 식달하면서도 과단성이 있었으며 재간도 뛰어났다. 푸대접한 조조와 달리 주부 양수로부터는 높은 평가를 받았다. 조조가 지은 병서(兵書)를 연회 자리에서 술을 마시면서 한번 보고는 암송해내니 양수가 더욱 남다르게 여겼다.

## 삼국지연의

### 추남 설정과 조조의 거만
사서가 아닌 소설 《삼국지연의》에서는 자를 영년(永年)으로, 외모는 이마가 좁고 머리는 뾰족하며 코는 들창코에 이는 뻐드렁니인데 키마저 5척(尺)도 안 되는 추한 인물로 설정하였다. 다만 목소리만큼은 구리종처럼 우렁차다고 하였다. 제59회에 한중군의 장로가 동관 전투에서 서량 세력을 박살 낸 조조에 대비해 남하 준비를 한다. 근심하는 유장에게 안심하라며 장송이 자신 있게 나서는 것으로 첫 등장한다.
제60회, 조조로 하여금 장로의 배후를 치게 하자고 제안하여 그 사자로 가는데 실은 익주를 바칠 목적에서 지도를 챙겨 간다. 당시 조조는 마초를 무찌른 후로 오만해져 아첨하지 않는 장송을 냉대한다. 장송의 살살 비꼬는 말솜씨에 양수가 장소를 옮겨 대담한다. 장송이 조조는 공자와 맹자의 도[孔孟之道, 공맹지도]를 이해하지 못하고 손자와 오자도 통달하지 못한 채 무력이나 권모술수로 높은 지위를 차지했다고 들었다고 하자 양수가 조조가 쓴 병법서인 《맹덕신서》(孟德新書)를 보여준다. 장송이 이는 전국 시대에 누군가 쓴 책으로 촉의 삼척동자도 암송한다며 밑밥을 깔고는 책 내용을 모조리 외워버린다. 그 과목불망(過目不忘)에 놀란 양수가 조조와의 재만남을 주선해준다.
조조는 우연히 옛사람과 맞아떨어진 것 같다며 《맹덕신서》를 불태우고는 열병하는 것을 장송에게 구경시킨다. 장송은 복양 전투, 완성 전투, 적벽 전투와 화용도(華容道), 동관 전투에서 조조가 겪은 수모를 나열하며 희롱한다. 화가 난 조조한테 죽을 뻔하다가 양수와 순욱이 말린 덕분에 매질을 당하고 쫓겨난다.

### 유비와의 내통과 죽음
유장 앞에서 큰소리는 치고 왔는데 빈손으로 귀환해 비웃음거리가 될 수는 없어 형주의 유비를 떠보러 간다. 조운이 영주(郢州) 입구서부터 마중 나와있다. 형주 경계에서 날이 저물어 관역으로 가니 관우가 미리 와있어 영접한다. 다음 날 유비가 제갈량과 방통까지 대동해 성밖에서 친히 맞이한다. 하마(下馬)도 유비가 먼저 한다. 사흘간 주연이 계속되는데 유비는 익주 얘기를 꺼내지도 않는다. 아부를 해봐도 겸손하다. 작별할 땐 유비가 10리 밖 장정(長亭)까지 나와 송별연을 베푸는데 눈물을 줄줄 흘린다. 장송이 감복하여 유비에게 익주를 취해 기반으로 삼으라 조언하고 내응을 약속하며 지도도 헌상한다.
익주로 복귀해 친구인 법정과 맹달부터 만나 유비를 익주의 새 군주로 모시기로 뜻을 모으고 그 둘을 유비에게 사자로 보내기로 한다. 이튿날, 조조 및 장로 방어를 위한답시고 유장에게 유비 초청을 권유해 성사시킨다. 황권과 왕루의 반대는 소용이 없다. 유비가 군사를 몰아 익주로 들어온다. 황권, 이회, 왕루 등이 여전히 간언하므로 장송은 촉의 문관들이 그 처자들만을 위할 뿐 주공에겐 충성하지 않는다고 모함한다. 유장이 부성에서 환영연을 개최하고 유비한테 만족하여 성도에 남아있던 장송에게 입고 있던 옷과 황금 500냥을 포상한다. 정작 장송은 유장을 향연장에서 곧장 해치란 밀서를 법정한테 발송한 뒤이다. 제61회에서 유비는 그 습격을 거부하고 가맹관으로 가 적당한 시기를 노린다.
제62회, 유비가 거짓으로 형주로 돌아간다고 성도에 통보한다. 장송이 진짜인 줄 알고 말리는 편지를 쓰는데 형 장숙이 방문한다. 서찰을 급히 옷소매에 숨기고 서로 대화하는데 장숙이 보기에 정신이 없는지라 마음속에 의혹이 생긴다. 술자리 중에 서신이 떨어져 장숙의 종인이 줍는다. 그 서신을 읽은 장숙이 유장에게 밝힘으로써 장송의 일가가 처형된다.

## 가계
- 형 : 장숙
  - 아들 : 장표(張表)? - 《익부기구전》(益部耆舊傳)에서는 장숙의 아들, 《화양국지》에서는 장송의 아들이라 하였다. 어떻게 된 것인지는 명확하지 않다.[10]

## 같이 보기
- 삼국지 인물 목록

## 참고 문헌
- 《삼국지》31권 촉서 제1 유이목전 유장전
- 《삼국지》32권 촉서 제2 선주전(유비전)